# Verband kirchlich-wissenschaftlicher Bibliotheken
Der Verband kirchlich-wissenschaftlicher Bibliotheken (VkwB) ist Teil der Arbeitsgemeinschaft der Archive und Bibliotheken in der evangelischen Kirche (AABevK).
Zum Verband gehören 110 (Stand Januar 2019) kirchlich-wissenschaftliche Bibliotheken hauptsächlich der evangelischen Kirche (Landeskirche, Hochschule, Institute, Behörden usw.) in Deutschland. Die Datenbank des VkwB führt 245 Bibliotheken auf (Stand: 30. Mai 2023). Der VkwB organisiert den innerkirchlichen Leihverkehr.

## Veröffentlichungen
- Informationen für kirchliche Bibliotheken (IfkB), Neuendettelsau
- Bibliotheksführer der evangelischen Kirchen, Neuendettelsau 2002, ISSN 0343-1797